# グロスター郡 (バージニア州)
グロスター郡（英: Gloucester County）は、アメリカ合衆国バージニア州の東部、ハンプトン・ローズ地域に位置する郡である。2010年国勢調査での人口は36,858人であり、2000年の34,780人から6.0%増加した。郡庁所在地は国勢調査指定地域のグロスターコートハウス（人口2,951人）であり、同郡で人口最大の町はやはり国勢調査指定地域のグロスターポイント（人口9,402人）である。同郡に法人化された町は無い。ミドル半島に位置し、ヨーク川とチェサピーク湾下流に接している。州都リッチモンド市からは東に約75マイル (121 km) にある。
大酋長ワフンスナコックの下に纏められた30部族の連合であるポウハタン連邦の首都ウェロウォコモコが、後のグロスター郡となった地域にあった。グロスター郡はバージニア植民地で1651年に設立された。郡名はイングランド王チャールズ1世の三男グロスター公ヘンリー・スチュアートに因んで名付けられた。アメリカ独立戦争の前にはバージニア初期家系や指導者の住む所だった。トーマス・ジェファーソンは、友人でウィリアム・アンド・メアリー大学での学友だったジョン・ペイジの家、ローズウェル・プランテーションで、初期の作品や植民地の独立宣言を書いた。ヨークタウン（グロスター郡のグロスターポイントからはヨーク川の対岸）でイギリス軍が降伏して事実上戦争が終わる前に、チャールズ・コーンウォリス将軍が率いるイギリス陸軍が脱出するルートになることを辛うじて免れた。フランス軍がイギリス海軍の支援を妨げていた。
郡内には農地が豊富にあり、州の漁業では重要な位置にある。郡庁所在地のメインストリート周辺には小売業の中心もある。グロスター郡と隣接するマシューズ郡は田園的性格であり、町も小さいが、州南部のハンプトン・ローズ地域に入っていると見なされている。アメリカ国道17号線のヨーク川に架かる有料ジョージ・P・コールマン記念橋で、バージニア半島に繋がれている。グロスター郡は「世界の水仙首都」というあだ名があり、毎年水仙祭を開催している。

## 歴史

### インディアン
グロスター郡の記録に残る歴史は、1607年にイングランド人開拓者がジェームズタウンに入植してから間もなく始まった。それ以前は数千年前から狩猟採集型の先住民が住んでいた。出土した工作物は少なくともウッドランド期後期のものとされている。
16世紀までに、ポウハタン連邦がこの地域で結成された。ポウハタンの強力な砦であるウェロウォコモコが、現在のグロスター郡、ヨーク川の北岸にあった。この連邦は、狩猟漁労に加えてトウモロコシ、大豆、カボチャの栽培に依存する階層社会であり、多くの村で密度の高い人口を支えた。ポウハタン連邦には30部族で総計12,000ないし15,000人がいたと推計されている。

### ヨーロッパ人の到着
1570年頃、スペイン人イエズス会聖職者がヨーク川の対岸にアハカン伝道所と呼ばれる伝道所を造ろうした。彼らはキリスト教徒に改宗していたドン・ルイスというインディアンが率いるインディアン部族に殺された。ルイスはチスキアックという現在のヨーク郡にある村に属していた（現在はヨークタウン海軍武器基地になっている）。
1607年にイングランド人開拓者がジェームズタウンに到着したとき、新参者の開拓者が土地、狩猟の獲物など資源を競うことになったので、先住民族（開拓者は彼らを「インディアン」と呼んだ）と抗争状態になった。1607年後半、ジョン・スミス船長が捕まえられ、ウェロウォコモコのポウハタン酋長のもとに連れて行かれた。ウェロウォコモコは連邦の東側の首都だった。伝説に拠れば、ポウハタン酋長の娘ポカホンタスが、インディアンに処刑されそうになったジョン・スミスを救ったことになっている。しかし、このスミスの証言の信憑性について疑問を呈する歴史家がいる。後年スミスは別のイングランド人を伴って再訪したときに、ウェロウォコモコがポウハタン酋長の首都であることを確認した。

### ウェロウォコモコの位置
1609年頃、ポウハタン酋長が首都を安全な内陸の場所に移し、ウェロウォコモコを放棄した後、その場所に関する情報は失われた。研究者達はスミスが著したものでその場所を特定しようと務めた。現在ウェストポイントの町となっている場所が解決の糸口を与えてくれると見られている。スミスはそこから下流のウェロウォコモコまでの距離を記していた。その記述に従って、ウェストポイントから南東に約25マイル (40 km)、ウィコミコ（ポウハタンの煙突がある場所）近くにあったと考えられた。スミスは「カラスが飛ぶのを見て」ジェームズタウンがウェロウォコモコから12マイル (19 km) とも記していた。ウィコミコ近くの場所はジェームズタウンから約12マイルの距離にある。
1977年、バージニア・コモンウェルス大学の考古学者ダニエル・マウアーは、パータン湾沿いのある場所がウェロウォコモコの位置だとして、その海浜沿いにある耕作地表土から工作物を収集した。マウアーはウッドランド期後期のものとされる土器の破片を発見し、その地域がウェロウォコモコのあった場所の可能性があると結論付けた。
それから20年以上後、別の土地所有者がその敷地の考古学的発掘を承認した。2002年3月から2003年3月までに、ウェロウォコモコ研究班はウェロウォコモコ遺跡の発掘を行い分析した。この研究班は、ウィリアム・アンド・メアリー大学、バージニア州歴史資源部およびポウハタン連邦の子孫であるインディアンで構成される共同研究だった。最初の試掘では50フィート (15 m) 離した深さ12ないし16インチ (30-40 cm) の穴603個を掘った。ヨーロッパで交易のために作られた可能性のある青いビーズなど数千個の工作物が発見された。ウェロウォコモコに関する文献情報を参照し、研究者たちはその場所が昔の首都の場所だということを実証できたと考えた。2003年、バージニア州歴史資源部ポーツマス地域事務所の支配人ランドルフ・ターナーは、「この土地がウェロウォコモコの村だったということを確認する十分な証拠を得た」と語った。
グロスター郡を本拠とするセイン・ハーポールとデイビッド・ブラウンは、2002年からこの場所で作業し、発掘への関与を続けた。考古学者達は西暦1200年から17世紀初期にこの場所を占めた分散した村を発見してきた。大きな住居群跡からは、土器や石器などの人工物と、植物や動物の食料残骸を発見した。またジェームズタウンからと考えられるガラスや銅などの金属で作られたイングランド人交易品も見つけた。ジェームズタウン初期にウェロウォコモコとの交流があった植民地人の証言では、ポウハタンが示したイングランド製品、特に銅に関する興味を強調していた。インディアンは銅から独自の芸術品を作り出していた。
このプロジェクトはポウハタン連邦の子孫であるマタポニ族やパマンキー族など地元のインディアンと相談し、協力したことが特徴だった。このような考古学遺跡はインディアンにとって重要な人工物が出ることが多い。
チカホミニー族の酋長で、バージニア州インディアン諮問委員会委員のスティーブン・R・アドキンスは、「私がこの場所に足を踏み入れると、違った感覚を覚えた。魂が私に触れ、私はそれを感じた」と語った。
グロスター郡は、郡の歴史の一部としてウェロウォコモコなどポウハタンの遺産と考えられる場所を祝った。パータン湾沿いの新しく特定された場所と、ウィコミコのポウハタンの煙突が、インディアンがウェロウォコモコだと考えてきた領域内にある。アルゴンキン語で酋長の村は地名ではないが、より正確に訳すれば彼が住んだ「土地」となる。ポウハタンの歴史には地域内での移住が度々あった。

### イングランド人による開発
1619年、バージニア会社は4つの「シティ」と呼ぶ政体に地域を分けた。現在のグロスター郡となった地域の大半はジェームズシティに属したと考えられてきた（この点は解決済みではない）。1634年、イングランド王チャールズ1世の命令により、植民地は8つのシャイアに分けられた。グロスター郡となった地域はまずイングランド人によってチャールズリバー・シャイアと命名され、イングランド内戦の間の1642年にヨーク郡と改名された。パムンキー族はその領土にある川を「パムンキー」と呼んでいた。住民はその名前をウェストポイントより上流に付けた。イングランド人はこの川を当初チャールズ川と呼んでいたが、やはりイングランド内戦の間にヨーク川と改名した。植民地政府は1639年に地域の土地払下げを行ったが、グロスター郡が安全な土地を考えられるようになったのは、1644年以後のことだった。ジョージ・ワシントンの曽祖父が1650年にグロスター郡の土地を払下げられていた。

### 郡の分割
1651年、バージニア州議会の命令により、グロスター郡はヨーク郡から分離して設立された。その中にはアビングドン、キングストン、ペッツワース、ウェアの4教区があった。郡名はチャールズ1世の三男グロスター公ヘンリー・スチュアートに因んで名付けられた。1791年、キングストン教区がマシューズ郡となったが、他の3教区は郡内に残された。現在の東側郡境で分けられた。

### プランテーションと歴史的史跡

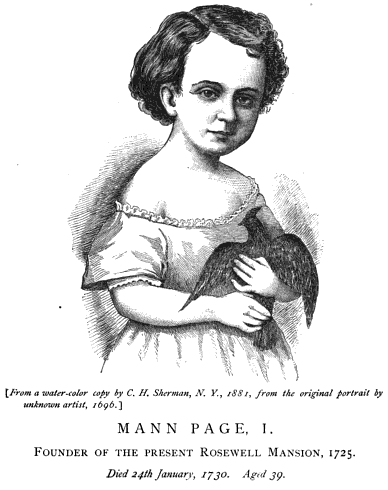
マン・ペイジ1世、ローズウェルの建設者

17世紀と18世紀、グロスター郡はタバコの主要産地となった。古いプランテーションハウスや私有資産の多くが良い状態で保存されてきた。これらの資産は歴史的庭園週間に定期的に公開されている。コロニアル建築の例として、ウェア（1690年建築）とアビングドン（1755年建築）のエピスコパル教会があり、ワシントンやジェファーソン大統領が礼拝に出席した。郡庁所在地の郡庁舎緑地にあるコロニアル建築の幾つかは公共用途に使われ続けている。

17世紀、ヨークタウンからヨーク川に突き出た土地が、ジョン・スミスの地図制作者ロバート・ティンドールによって、ティンドールズポイントと名付けられていた。1667年、当時グロスターポイントと呼ばれた場所に砦が建設された。植民地時代から南北戦争まで、砦は何度も再建され強化された。この場所はヨークタウンでイギリス軍チャールズ・コーンウォリス将軍がジョージ・ワシントン将軍に降伏したことに因み、「2回目の降伏」とも呼ばれている。

## 観光

### 水仙

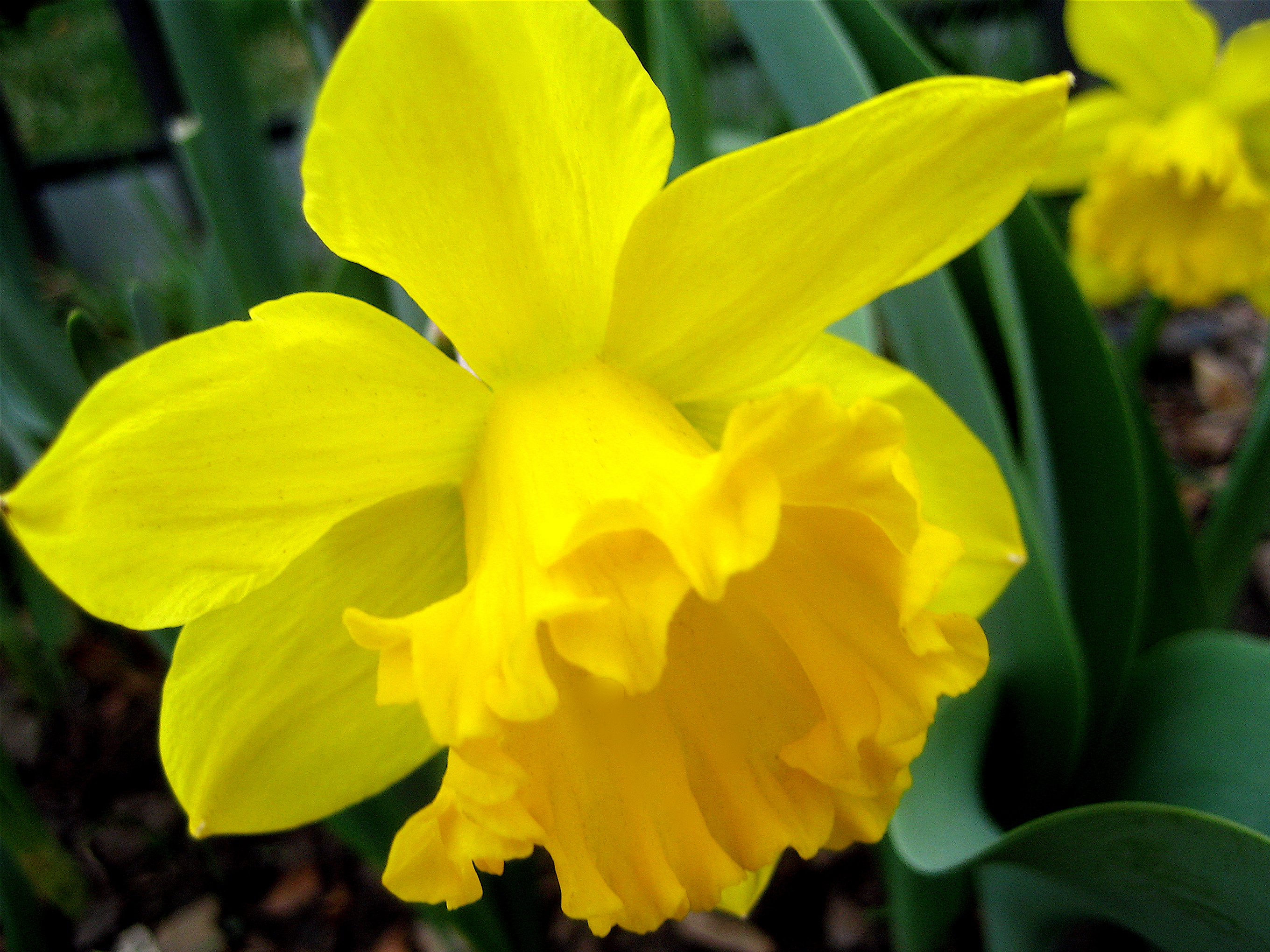
水仙

グロスター郡における水仙の歴史は、郡と同じくらい古さがある。1651年にヨーク郡から郡が設立されたとき、初期開拓者はイングランドから水仙を持参した。開拓者は間もなくその土壌と気候が水仙栽培に良いことが分かった。球根が人から人に渡され、20世紀の初めには順応していた。1930年代と1940年代に水仙が産業として発展した。このために郡は「アメリカの水仙首都」と呼ばれた。郡は毎年水仙祭を開催している。
毎春開催される水仙祭には多くの観光客が訪れる。2013年4月6日と7日に第27回目の水仙祭が開かれた。

### フックの戦い再現
2008年10月17日から19日、グロスター郡ワーナー・ホールに2,000人ほどの人が集まって独立戦争の戦いを再現した。これはダック・ド・ローザンの部隊とマーサーのバージニア民兵擲弾兵大隊が、イギリス軍バナスター・タールトンの部隊を破ったことを記念するものだった。このフックの戦いで、コーンウォリスの補給と逃亡の道を遮断し、1781年10月19日の降伏を強いることになった。ヨークタウンでの降伏から1時間後、グロスター郡のイギリス兵とドイツ兵の部隊も降伏した。

### ビーバーダム公園
ビーバーダム公園は貯水池傍にある多くの歩道のある公園である。特別な行事にはウィットカム・ロッジが貸し出される。貯水池周辺の道近くに隠されたジオキャッシングの集積でもある。

### グロスター郡庁舎

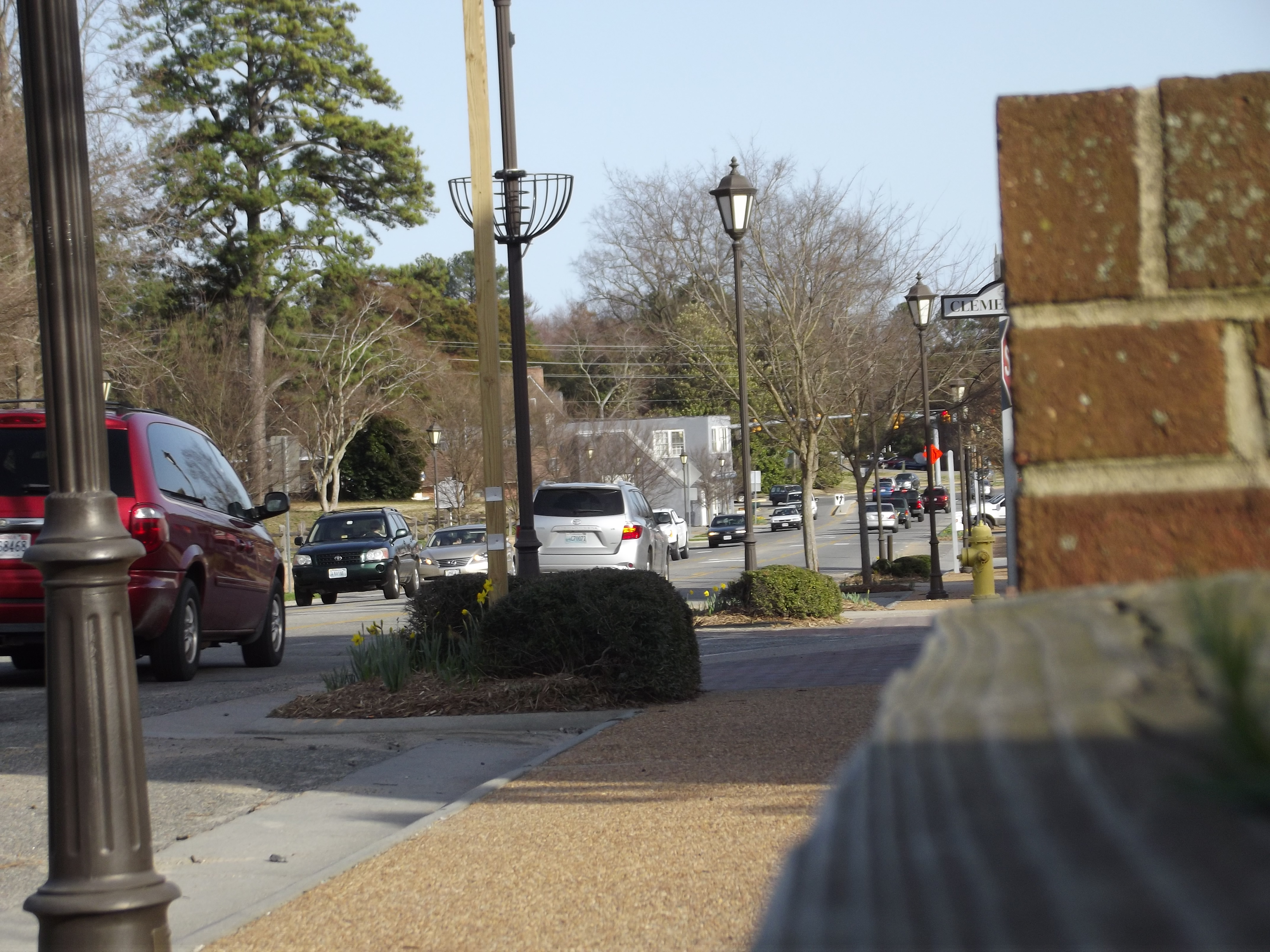
グロスター郡庁舎前のメインストリート

グロスター郡庁舎としてメインストリート沿いに3つの庁舎がある。そのうち1つは アメリカ合衆国国家歴史登録財に指定されている。メインストリートはレストランや小売店が並んでいる。グロスター郡公共教育学区が運営する小学校もある。郡は側道の改良を進めている。毎年の水仙パレードはこの通りを通る。

### ギニー
郡内にギニーと呼ばれる地域があり、アキレス、ビーナ、セバーン、ビッグアイランドといった未編入の町がある。グロスターポイントに近く、海産物産業の中心であり続けている。この産業は衰退してきたが、町の文化的中核のままである。漁師達は地元で「ギニーマン」と呼ばれている。ギニーマンは南部英語の非r発音方言を話している。
ギニーという名前の由来は不明である。通説ではアメリカ独立戦争の間にコーンウォリス軍に付設されたドイツ人傭兵を泊めたロイヤリストを冷笑するものだとされている。傭兵は1夜の宿に1ギニーを払った。独立戦争の終盤にドイツ人傭兵はグロスターの下流を占領していたと考えられ、あるいはイギリス軍から脱走した者もいた。コーンウォリスは1781年10月にグロスターを占領するために兵士と騎兵を派遣した。ヨーク川の河口にあるという戦略的な重要性故にドイツ人傭兵がその部隊に加わっていた。

## 地理
アメリカ合衆国国勢調査局に拠れば、郡域全面積は288平方マイル (745.9 km2)であり、このうち陸地217平方マイル (562.0 km2)、水域は71平方マイル (183.9 km2)で水域率は24.79%である。

### 主要高規格道路
- アメリカ国道17号線、ジョージ・ワシントン記念ハイウェイ
- バージニア州道3号線、バークスポイント道路
- バージニア州道14号線、ジョン・クレイトン記念ハイウェイ
- バージニア州道33号線、ルイス・B・プラー記念ハイウェイ
- バージニア州道198号線、グレンズ/ダットン道路
- バージニア州道216号線、ギニア道路
- バージニア州道374号線、カレッジ・ドライブ

### 隣接する郡
- ミドルセックス郡 - 北
- マシューズ郡 - 東
- ヨーク郡 - 南
- ジェームズシティ郡 - 南西
- キングアンドクイーン郡 - 西

## 人口動態
以下は2010年国勢調査による人口統計データである。
| 基礎データ - 人口: 36,858人 - 世帯数: 15,663 世帯 - 家族数: 9,884 家族 - 人口密度: 62人/km2（161人/mi2） - 住居数: 14,494軒 - 住居密度: 26軒/km2（67軒/mi2） 人種別人口構成 - 白人: 87.2% - アフリカン・アメリカン: 8.7% - ネイティブ・アメリカン: 0.4% - アジア人: 0.8% - 太平洋諸島系: 0.0% - その他の人種: 0.6% - 混血: 2.3% - ヒスパニック・ラテン系: 2.5% 年齢別人口構成 - 18歳未満: 26.2% - 18-24歳: 6.8% - 25-44歳: 30.4% - 45-64歳: 24.8% - 65歳以上: 11.8% - 年齢の中央値: 38歳 - 性比（女性100人あたり男性の人口） - 総人口: 96.5 - 18歳以上: 92.9 | 世帯と家族（対世帯数） - 18歳未満の子供がいる: 35.2% - 結婚・同居している夫婦: 61.4% - 未婚・離婚・死別女性が世帯主: 9.9% - 非家族世帯: 24.7% - 単身世帯: 20.3% - 65歳以上の老人1人暮らし: 8.2% - 平均構成人数 - 世帯: 2.62人 - 家族: 3.02人 収入と家計 - 収入の中央値 - 世帯: 45,421米ドル - 家族: 48,760米ドル - 性別 - 男性: 35,838米ドル - 女性: 24,325米ドル - 人口1人あたり収入: 19,990米ドル - 貧困線以下 - 対人口: 8.7% - 対家族数: 6.8% - 18歳未満: 9.7% - 65歳以上: 8.5% |

## 国勢調査指定地域
- グロスターコートハウス - 郡庁所在地
- グロスターポイント

## 主要雇用主
バージニア州雇用委員会が出版した報告書に拠れば、グロスター郡の主要雇用主は次の通りである。
| 順位 | 雇用主                                     |
| ---- | ------------------------------------------ |
| 1    | グロスター郡公共教育学区                   |
| 2    | リバーサイド地域医療センター               |
| 3    | バージニア海洋科学研究所                   |
| 4    | ラッパハノック・コミュニティカレッジ       |
| 5    | ウォルマート                               |
| 6    | グロスター郡                               |
| 7    | ヨーク回復期療養センター                   |
| 8    | ロウズ                                     |
| 9    | フード・ライオン                           |
| 10   | インダストリアル・リソース・テクノロジーズ |

## 教育
グロスター郡公共教育学区が郡内の公共教育を管轄している。小学校6校、中学校2校、高校1校の計9つの学校がある。孤高は数学と言語学の分野で先進コースを用意している。

### 小学校
- アビングドン[16]
- アキレス[17]
- ベセル[18]
- ボトトート[19]
- ペッツワース[20]

約20人の児童に1人の教師が割り当てられている。

### 中学校
- ペイジ中学校[22]
- パースレー中学校[23]

2011年4月16日の竜巻でペイジ中学校8年生の校舎が損傷を受けた。その後後者は解体され、生徒は高校のキャンパスにできた暫定教室に移動した。新しく近代的な校舎を道路向かいに建設する計画がある。

### 高校
グロスター高校を改修する計画があるが、人口増加のために過密状態にある。

### バージニア海洋科学研究所
バージニア海洋科学研究所は、ウィリアム・アンド・メアリー大学の海洋科学に関わる大学院大学である。ウィリアムズバーグに本部がある。チェサピーク湾からサンプルを採ることができるグロスターポイントにある。この研究所が毎年開く海洋科学の日には多くの観光客が訪れている。

## 史跡
- ワーナー・ホール、ジョージ・ワシントンの母方祖母の家、現在ベッド・アンド・ブレックファストとして運営
- ローズウェル、トーマス・ジェファーソンの友人ジョン・ペイジの家